# El Karimia
El Karimia è un comune dell'Algeria, situato nella provincia di Chlef.